# グーグールル
グーグールル（GuGu-LuLu）は、日本の女性アイドルグループ。AqbiRec所属。通称・「グールル」または「ぐーるる」。2018年結成、2021年解散。
当記事では、解散時のメンバー3人による暫定ユニット「あんちろちー」についても記述する。

## 概要
元BELLRING少女ハートで、CLOCK & BOTANとしてソロ活動を行っていた柳沢あやのを中心として2018年に結成。メンバー全員が過去に他のアイドルグループに在籍経験がある（朝比奈・八屋・瀬戸はオーディション、遠藤は柳沢が勧誘、藤宮はMIGMA SHELTERからの移籍）。
ディレクターはAqbiRec代表の田中紘治、サウンドプロデュースは作曲家の福井シンリ。
2021年4月に解散。最終メンバーの遠藤、朝比奈、瀬戸は、新グループ結成までの暫定ユニット・あんちろちーとして活動していたが、新グループでの活動開始が困難となり、メンバーから「この3人でやり遂げたい」という希望もあり、2022年夏をもって活動終了することを発表、同年10月に解散ライブを行った。

## 沿革
2017年
- 12月31日、「AQBI DIG 04」（TSUTAYA O-nest）にて、柳沢あやのを中心とする新アイドルグループを立ち上げることを発表[4]。

2018年
- 2月14日、「柳沢あやの新グループ結成記念・メンバーお披露目バレンタイン」（ネイキッドロフト）にて、グループ名と柳沢を除くメンバー4人中3人（るの（朝比奈るの）、八屋ほのか、杏奈（瀬戸杏奈））を発表[5]。
- 3月7日、5人目のメンバー・遠藤遥を発表[6]。
- 4月8日、「ギュウ農フェス春のSP ロード to 栃木2018」（新木場STUDIO COAST）にて初ライブ。
- 6月30日、コマチが7月8日のレイヴをもってMIGMA SHELTERを卒業、グーグールルに移籍することを発表[7]。
- 8月19日、「PERFECT MUSIC presents PERFECTION vol.2」（新宿BLAZE）にてコマチ改め藤宮コマチ加入後初ライブ。
- 11月21日、1stシングル「Caution!!」リリース[8]。
- 12月24日、初のワンマンライブ「聖なるぐるぐるPARTY」を新宿MARZにて開催[9]。

2019年
- 4月13日、渋谷WWW Xにて、2ndワンマンライブ「ぐるぐるアニバー↑サリー↑」を開催[10]。
- 4月17日、1stアルバム『ぐるぐるチューンズ』リリース。
- 10月26日 - 11月30日、初の東名阪ツアー「ぐるぐるSHOW ME！ツアー」を開催[11]。
- 12月12日、柳沢あやのが2020年12月開催予定のワンマンライブをもって卒業することを発表[12]。

2020年
- 2月4日、藤宮コマチが4月で脱退することを発表[13]。また、2代目リーダーに瀬戸杏奈が就任[14]。
- 4月26日、藤宮が卒業[15]。卒業ライブは7月24日、無観客で開催された[16]。
- 12月20日、この日開催された「AYN」にて柳沢が卒業[17]。

2021年
- 3月4日、解散及び現メンバーによる新グループ結成を発表[18]。
- 4月18日、ワンマンライブ「えんもたけなわ！」（studio W）をもって解散。

2022年
- 6月3日、夏頃に開催予定のワンマンライブをもってあんちろちーとしての活動を終了することを発表。
- 7月6日、あんちろちー名義でのシングル「あんちろちー！」をリリース[3]。
- 10月7日、あんちろちー解散ライブ「あしたからどうする？」（代官山UNIT）開催。

## メンバー

### 最終メンバー／「あんちろちー」メンバー
| 名前                      | 愛称     | 誕生日                 | 担当カラー         | 備考 |
| ------------------------- | -------- | ---------------------- | ------------------ | --- |
| 遠藤 遥 えんどう はるか   | はるちろ | 1993年8月11日（31歳）  | インザスカイブルー | 元ナト☆カン、「はるちろ」名義でソロ活動も行っている。解散後SW!CHに加入                                                                  |
| 朝比奈 るの あさひな るの | るのちー | 1997年6月9日（27歳）   | うるさいピンク     | 元校庭カメラガールツヴァイ（「ののるる れめる」名義）、O'CHAWANZ（「のんのんれめる」名義）。解散後SAKA-SAMAに加入                       |
| 瀬戸 杏奈 せと あんな     | 杏奈     | 1997年10月24日（27歳） | もぐもぐグリーン   | 2代目リーダー（2020年2月4日 - ） 元偶想Drop（「杏奈」名義で活動）。ディスクユニオンが主催するライブイベント「エクストロメ!!」の名付け親 |

### 元メンバー
| 名前                          | 愛称     | 誕生日               | 担当カラー       | 備考 |
| ----------------------------- | -------- | -------------------- | ---------------- | --- |
| 八屋 ほのか はちや ほのか     | はち     | 6月26日              | みつばちイエロー | 元Living Dead I Dolls（「八屋いち架」名義で活動） 2019年6月19日より活動休止                                                                         |
| 藤宮 コマチ ふじみや コマチ   | コマチ   | 1998年3月9日（27歳） | 大和撫子藤色     | 元MIGMA SHELTER 2018年8月19日加入、「コマチ」より改名 ミスiD2020 TOKYOブラックホール賞 2020年4月26日卒業 現TENRINメンバー（「鳴海こま」名義で活動） |
| 柳沢 あやの やなぎさわ あやの | あーやん | 1991年4月5日（33歳） | スマイリーレッド | 初代リーダー（ - 2020年2月4日） 元BELLRING少女ハート、CLOCK&BOTAN・へっぽこーず兼任 2020年12月20日卒業                                              |

## 作品

### CD

#### シングル
| # | 発売日         | タイトル     | 品番    | 収録曲                                                                                          | 備考 |
| - | -------------- | ------------ | ------- | ----------------------------------------------------------------------------------------------- | ---- |
| 1 | 2018年11月21日 | Caution!!    | AQB-009 | 1. Caution!! 2. 妹の恋人 3. Caution!! "instrumental" 4. 妹の恋人 "instrumental"                 |      |
| 2 | 2019年6月30日  | 回路         | AQB-012 | 1. 回路 2. M.M.D. 3. 回路 "instrumental" 4. M.M.D. "instrumental"                               |      |
| 3 | 2019年10月23日 | ミ・セ・テ！ |         | 1. ミ・セ・テ！ 2. My Lucky Star 3. ミ・セ・テ！ "instrumental" 4. My Lucky Star "instrumental" |      |

#### アルバム
| # | 発売日        | タイトル           | 品番    | 収録曲 | 備考 |
| - | ------------- | ------------------ | ------- | --- | ---- |
| 1 | 2019年4月17日 | ぐるぐるチューンズ | AQB-011 | 1. Inferno Dance 2. GET DOWN 3. Is this Love? 4. 妹の恋人 5. Lyrical 6. Tear off 7. bronze 8. Rain Rain 9. Caution!! 10. ジュビリー 11. Give a Meow! 12. ARUKU 13. Survive 14. Picked 15. SOMEBODY ELSE |      |